# Rzepowo (województwo zachodniopomorskie)
Rzepowo – wieś sołecka w Polsce położona w województwie zachodniopomorskim, w powiecie drawskim, w gminie Czaplinek. W latach 1975–1998 miejscowość administracyjnie należała do województwa koszalińskiego. W roku 2007 wieś liczyła 262 mieszkańców.

## Geografia
Wieś leży ok. 13 km na północny zachód od Czaplinka, nad rzeką Drawą oraz nad jeziorem Rzepowskim.

## Historia
Miejscowość pierwotnie była związana z Pomorzem Zachodnim oraz Wielkopolską. Istnieje co najmniej od pierwszej połowy XIV wieku i ma średniowieczną metrykę. Po raz pierwszy w źródłach historycznych odnotowana została w łacińskim dokumencie z 1321 jako "Repekowe", 1554 "Rzepow", 1565 "Repaff".
Początkowo była własnością szlachecką należącą do szlachty rodu Golczów z pogranicza księstwa pomorskiego, Korony Polskiej, Nowej Marchii prowincji Brandenburgii. Pomiędzy XIV, a XVII wiekiem miejscowość leżała w starostwie drahimskim, powiatu wałeckiego województwa poznańskiego w Koronie Królestwa Polskiego.
Wieś leżała na trójstyku granic pomiędzy księstwem szczecińskim, Nową Marchią oraz Koroną Królestwa Polskiego. Pierwszy zapis o Rzepowie z 1321 związany jest z opisem tej granicy biegnącej pomiędzy posiadłościami książąt pomorskich: Ottona I, Warcisława IV i Barnima, a posiadłościami biskupstwa kamieńskiego biegnącego na pewnym odcinku pomiędzy dwiema wsiami Worowo; Starego Worowa znajdującego się w Nowej Marchii oraz Nowego Worowa znajdującego się w Koronie Polskiej. Granica ta dochodziła do wsi Rzepowo i stąd schodziła do rzeki Drawy.
W XVI wieku wieś należała do Golczów. W 1514 odnotowany został właściciel we wsi Jan Golcz z Rzepowa. W 1517 wspomniana została wdowa po nim, Małgorzata, która toczyła spór z Bernardem Bomgartem z Nowego Worowa. W 1519 Joachim elektor brandenburski nadał w lenno Kerstanowi Borckowi dobra odkupione od Joachima von Wolde, a w tym m.in. wieś Teschendorf (obecnie Cieszkowo) znajdującej się w Nowej Marchii, a następnie części piły i młyna zbożowego w Rzepowie (niem. "Repowische schneid und korn mole").
W 1554 Cecylia Golcz córka Henryka Golcza, żona Szymona Withlyff, pozwała swych braci Jana i Sebalda (Ewalda) Golczów synów Henryka o swój posag, zapisany na wsiach Rzepowo, Heinrichsdorf (obecnie Siemczyno), Brocz, Klausdorf (obecnie Kłębowiec), Nowe Worowo i Plumwerder (obecnie Piaseczno). W 1554 Konrad Golcz zapisał żonie Agnieszce Kleist (pol. Kliszczewnie) po 400 grzywien posagu oraz wiana na połowach wsi Brocz, Klausdorf, Plumwerder, Rzepowo, Lubno, Machliny oraz na całym dworze w Broczu. W 1554 Henryk Golcz zapisał żonie Elżbiecie córce Antoniego Zotzenow (Czucznow) po 500 florenów posagu oraz wiana na wsiach Brocz, Klausdorf, Machliny, Heinrichsdorf i Rzepowo.
W 1564 Golczowie ze Starego Worowa w Nowej Marchii, Rzepowa oraz Brocza otrzymali w lenno od margrabiów brandenburskich 1/3 wsi Kolentzig leżącej w Nowej Marchii (obecnie to Kaleńsko). W 1566 właścicielem wsi był Jan Golcz, syn pani Henrykowej z Rzepowa. W 1577 Jan młodszy oraz Ewald Golczowie z Rzepowa, bratankowie Sebalda oraz Jana Golczów, a także Jan Golcz z Brocza pozwani zostali przez Jerzego Wedelskiego z Frydlandu o różne szkody w lasach w okolicy jeziora Busino.
Miejscowość odnotowały także historyczne rejestry podatkowe dzięki, którym znamy stosunki własnościowe we wsi. W 1552 Rzepowo było dziedziną panów Golczów. Pobór we wsi zapłacili wówczas szlachcic Wilk w wysokości 12 groszy oraz 10 kmieci i w sumie wyniósł 1 złoty i dwa grosze. Z 1565 zachowało się zeznanie mieszczan miasta Czaplinek mówiące o tym, że mieszkańcy wsi Rzepowo przez jeden dzień w roku siekli trawę w miejscu zwanym "Prioris Valde" dla zamku starostwa drahimskiego. W 1563 miał miejsce pobór z Rzepowa należącego do Golczów: od 4 półłanków, 12 groszy od młyna wodnego dorocznego o jednym kole wodnym, od młynarza od jednej kwarty roli 5 groszy oraz od krawca i kowala po 2 grosze - razem 2 złote i jeden grosz. W 1567 pobrano podatki z części należącej do Golczów od 4 łanów, trzech zagrodników, od młyna o jednym kole, od połowy łana margrabskiego (tzn. od połowy łana, na którym siedział kmieć, poddany margrabiów brandenburskich. W 1579 Jan Golcz z Rzepowa zapłacił pobór od 4 półśladów roli po 15 groszy, od 3 kwart roli po 7,5 grosza, od 2 zagrodników po 6 groszy, od trzech zagrodników, którzy nie mieli roli, po 4 grosze, od owczarza 8 groszy, od młynarza z młyna o jednym kole wodnym 24 grosze i od jednego półśladu roli 15 groszy. Ponadto w Rzepowie "siedzi jeden kmieć margrabski (czyli poddany margrabiego brandenburskiego), który płacił 15 groszy. Natomiast Joachim Guntow zapłacił podatek od 3 kwart roli. W 1588 Joachim Guntow ze swej części Rzepowa zapłacił pobór od jednej kwarty roli, od owczarza i od jednego komornika, który miał bydło.
W 1601 w Rzepowie odnotowano dwór szlachecki stojący naprzeciw kościoła.
Wskutek I rozbioru Polski w 1772, miejscowość przeszła pod władanie Prus i jak cała Wielkopolska znalazła się w zaborze pruskim.

## Zabytki
Do wojewódzkiego rejestru zabytków wpisane są:
- poewangelicki kościół Najświętszego Serca Pana Jezusa[5]
- cmentarz przy kościele, nieczynny, z XIX wieku

inne obiekty:
- niewielki park znajduje się w pobliżu kościoła, w którym rośnie pomnikowa lipa o obw. 445 cm, są to pozostałości po dawnym założeniu pałacowo parkowym, zniszczonym całkowicie w latach 70. XX wieku[6]
- kilka murowanych budynków z końca XIX wieku zachowało się we wsi.

## Turystyka
We wsi znajdują się gospodarstwa agroturystyczne.